# Todos queremos algo
Everybody Wants Some!! (anteriormente llamada That's What I'm Talking About) y cuyo título en español es " Todos queremos algo", es una película estadounidense de deportes, comedia-dramática, dirigida y escrita por Richard Linklater sobre los jugadores de béisbol de la universidad en la década de 1980. Las estrellas de la película son: Blake Jenner, Ryan Guzman, Tyler Hoechlin, Wyatt Russell y Zoey Deutch. La película se estrenó en Estados Unidos el 15 de abril el 2016.

## Argumento
Ambientada en la década de 1980, la película sigue la vida de los estudiantes de primer año de universidad que también son jugadores de béisbol.

## Reparto
- Blake Jenner es Jake.
- Ryan Guzman es Roper.
- Tyler Hoechlin es McReynolds.
- Wyatt Russell es Willoughby.
- Zoey Deutch es Beverly.
- Glen Powell es Finnegan.
- Will Brittain es Billy Autrey.
- Forrest Vickery es Coma.
- Temple Baker es Plummer.
- Tanner Kalina es Brumley.
- Austin Amelio es Nesbit.

## Producción

### Desarrollo
El 4 de agosto de 2014, Linklater cesó su participación en la película de Warner Bros.: The Incredible Mr. Limpet, afirmando que quería concentrarse en la película centrada en un equipo de béisbol universitario de 1980 que llevaría el título de That's What I'm Talking About. El proyecto se considera una secuela espiritual de la película de Linklater de 1993, Dazed and Confused, que se desarrolla en una escuela secundaria en la década de 1970. Linklater también considera a la película una secuela de la adolescencia porque "comienza justo donde termina Boyhood con un chico en la universidad y la satisfacción de sus nuevos compañeros de habitación y una chica."
El 12 de septiembre de 2014, Linklater ofreció a Jenner, Hoechlin y Russell los papeles principales de los jugadores de béisbol. El 16 de septiembre, Guzmán fue añadido al elenco principal para interpretar también a un jugador de béisbol.
El 29 de septiembre de 2014, Annapurna Pictures se involucró como productora financiera de la película, mientras que Paramount Pictures firmó un contrato para gestionar los derechos de distribución. Megan Ellison es productora de la película, junto con Sean Daniel, Sandra Adair, John Sloss y Ginger Sledge. Más miembros del elenco fueron posteriormente anunciados, incluyendo a Deutch, Will Brittain y Glen Powell.

### Rodaje
El rodaje comenzó el 13 de octubre de 2014 en Austin, Texas. El 15 de octubre, el rodaje se llevaba a cabo en Weimar, Texas, y duró hasta el 2 de diciembre de 2014.Algunas locaciones incluyen San Marcos, Bastrop, Elgin y San Antonio.
Una escena de la noche implicó extras que se produjo el 31 de octubre de 2014, para una escena de la fiesta de disfraces en Taylor, Texas.

## Estreno
El 27 de julio de 2015, Paramount Pictures estableció la película para que el 15 de abril de 2016 sea su estreno en cines.

## Premios y nominaciones
| Premio               | Categoría              | Receptores             | Resultado | Ref(s)        |
| -------------------- | ---------------------- | ---------------------- | --------- | ------------- |
| Premios Gotham       | Mejor película         | Everybody wants some!! | Nominada  | [ 12 ]        |
| Crítica de San Diego | Mejor uso de la música | Everybody wants some!! | Pendiente | [ 13 ]        |
| Crítica de St. Louis | Mejor soundtrack       | Mejor soundtrack       | Nominada  | [ 14 ] [ 15 ] |